# 仁村乡 (渑池县)
仁村乡，是中华人民共和国河南省三門峽市渑池县下辖的一个乡镇级行政单位。

## 行政区划
仁村乡下辖以下地区：
仁村、东张村、蟠桃村、杨河村、红花窝村、雪白村、大水沟村、东段村、南坻坞村、北坻坞村、上西村、高堂村和台口村。